# Мария II (сеньора Бискайи)
Мария Диас II де Аро (исп. María Díaz de Haro; 1318/1320 — 16 сентября 1348) — испанская аристократка, сеньора Бискайи (1334—1348).

## Биография
Мария Диас была единственной дочерью Хуана де Кастилия и Аро (ум. 1326) и Изабеллы Португальской (ок. 1292—1324/1325). По отцовской линии она была внучкой инфанта Хуана Кастильского (1262—1319) и Марии Диас де Аро (1270—1342), сеньоры Бискайи, а по материнской линии её дедом и бабкой были инфант Афонсу Португальский (1263—1312) и Виоланта де Мануэль (1265—1314).
В 1326 году её отец Хуан Кастильский был убит в Торо по приказу короля Альфонсо XI, который впоследствии также конфисковал все имущество её отца. Мария Диас был отправлена во Францию, где она проживала в городе Байонна. Находясь в Байонне, знатный кастильский магнат Хуан Нуньес III де Лара (1313—1350), глава дома Лара, попросил её руки. В 1331 году они поженились.
В начале правления короля Кастилии Альфонсо XI Хуан Нуньес III смог отобрать у короны все имущество, которое ранее принадлежало её отцу. В 1332—1336 годах Хуан Нуньес в союзе с Хуаном Мануэлем восставал против короля Альфонсо XI, но в 1336 году был им осажден и разбит в битве при Лерме. Хуан Нуньес де Лара вынужден был вступить в мирные переговоры с королем Кастилии. Альфонсо XI признал Бискайскую сеньорию владением Марии Диас II де Аро и сам обязался не использовать этот титул, как он ранее делал с 1332 года.
16 сентября 1348 года Мария Диас II де Аро скончалась вскоре после рождения своего сына, Нуньо Диаса де Аро, который после смерти своего отца в 1350 году в Бургосе унаследовал титул сеньора Бискайи. Мария Диас де Аро была похоронена в монастыре Сан-Франсиско в Паленсии.

## Брак и потомки
В 1331 году Мария Диас де Аро вышла замуж за Хуана Нуньеса III де Лара (1313—1350), главу дома Лары и внука короля Кастилии Альфонсо X. У пары были следующие дети:
- Хуана де Лара (1335—1359), 15-я сеньора дома Лара и сеньора Бискайи. Супруга инфанта Тельо Кастильского (1337—1370), она была убита в Севилье в возрасте 24 лет по приказу короля Кастилии Педро I Жестокого.
- Изабелла де Лара (ок. 1335—1361), сеньора де Лара и сеньора Бискайи (1359—1361). В 1354 году она вышла замуж за инфанта Хуана де Арагона (1330—1358), сына короля Арагона Альфонсо IV. Её супруг был убит по приказу короля Педро I Жестокого в 1358 году, а она через три года, в 1361 году.
- Лопе Диас де Аро (ок. 1337—1350), который умер в детстве
- Нуньо Диас де Аро (1348—1352), сеньор Лары и сеньор Бискайи (1350—1352). Скончался в возрасте 4-х лет в 1352 году.